# Elección para gobernador de Minnesota de 1954
La elección para gobernador de Minnesota de 1954 se llevaron a cabo el 2 de noviembre de 1954. El candidato del Partido Demócrata-Agrario-Laborista de Minnesota (DFL), Orville Freeman, derrotó al titular del Partido Republicano de Minnesota, C. Elmer Anderson.
Freeman fue el primer miembro del DFL en ganar una elección para gobernador. El partido sufrió ocho derrotas consecutivas ante los republicanos después de la fusión entre el Partido Demócrata de Minnesota y el Partido Agrario-Laborista, una racha rota con la victoria de Freeman.

## Primarias Demócrata-Agrario-Laborista

### Candidatos

#### Nominado
- Orville Freeman, candidato Demócrata-Agrario-Laborista para fiscal general de Minnesota en 1950 y gobernador de Minnesota en 1952.

#### Eliminado en primaria
- Paul A. Rasmussen, residente de Moorhead, candidato del Partido Agrario-Laborista a Secretario de Estado en 1938, candidato del Partido Agrario-Laborista a gobernador en 1942, candidato a comisionado de ferrocarriles y almacenes del DFL en 1946, candidato del DFL a tesorero en 1950, Comisionado de ferrocarriles y almacenes del DFL (1952-1967).

### Resultados
Los resultados fueron los siguientes:
|  | 81.52 % |

|  | 18.48 % |

|  | 100 % |

|  | 100 % |

## Primarias Republicanas

### Candidatos

#### Nominado
- C. Elmer Anderson, gobernador titular y renominado sin oposición.

### Resultados
Los resultados fueron los siguientes:
|  | 100 % |

|  | 100 % |

|  | 100 % |

## Resultados para gobernador
Freemon ganó la elección con el 52,07% de los votos frente al titular Anderson.
|  | 52.73 % |

|  | 46.80 % |

|  | 0.47 % |

|  | 100 % |

|  | 100 % |

## Elección para el Vicegobernador

### Contexto
Antes de las elecciones de 1974, el gobernador y vicegobernador eran elegidos en votaciones separadas, y el vicegobernador tenía autoridad legislativa independiente como presidente del Senado. Desde 1974, el vicegobernador ha sido relevado del deber de presidir el Senado estatal y es elegido junto con el gobernador.
El vicegobernador electo en 1952 Ancher Nelsen duro menos de un año del 5 de enero al 1 de mayo de 1953, ya que renunció para convertirse en administrador del Programa de Administración de Electrificación Rural, en Washington D. C., cargo que ocupó de 1953 a 1956.
Tras la dimisión de Nelsen como vicegobernador, Donald Wright asumió el cargo y lo ocupó durante el resto del mandato, aunque decidió no revalidar su mandato como vicegobernador y en su lugar volver a presentarse para el distrito que ocupaba anteriormente el 30.º distrito senatorial de Minnesota.

### Primarias Demócrata-Agrario-Laborista

#### Candidatos

##### Nominado
- Karl Rolvaag, era un agente de seguros de vida de Rochester, expresidente estatal del DFL y tres veces candidato a la Cámara de Representantes de los Estados Unidos por el DFL para el 1.º distrito congresional en 1946 y 1948 y para el 5.º distrito congresional en 1952.

##### Eliminado en primaria
- Fremont Peterson, granjero de Ivanhoe
- Dennis J. Maloney, residente de St. Paul.
- Leonard A. Johnson, administrador del Consejo Municipal de Mineápolis y representante del 31.º distrito a la Cámara de Representantes de Minnesota (1949-1955).[11]
- C. Edwin Holmberg, residente de Mineápolis y candidato a Comisionado de Ferrocarriles y Almacenes en 1950 y 1952.
- Axel Morgan Soderberg, empleado de ferrocarril de St. Paul y exoficial de policía y detective.

#### Resultados
Los resultados fueron los siguientes:
|  | 37.74 % |

|  | 25.14 % |

|  | 13.91 % |

|  | 11.23 % |

|  | 8.33 % |

|  | 3.64 % |

|  | 100 % |

|  | 100 % |

### Primarias Republicanas

#### Candidatos

##### Nominado
- P. Kenneth Peterson, representante del 34.º distrito a la Cámara de Representantes de Minnesota (1947-1955) y presidente del partido Republicano de Minnesota (1950-1953).[13]

##### Eliminado en primaria
- A. Herbert Nelson, ejecutivo de seguros de Mineápolis y candidato republicano a vicegobernador en 1944.
- Mike Holman, asistente del presidente de North Star Metal Mines de St. Paul y exsecretario de la legislatura estatal.
- Theodore T. Wold, consolidador de hoteles y residente de Minneapolis.
- Russell H. Underdahl, representante del fabricante Cortley Corp. de White Bear Lake. Más tarde buscaría la nominación del Partido Republicano para vicegobernador en 1960 y la nominación del DFL para el Senado de los Estados Unidos en 1964.
- Lillian R. Carlson, residente de St. Paul y exempleada del departamento de servicios sociales del estado. Fue acusada de malversación de fondos, pero fue absuelta de los cargos en el juicio.
- Edward E. Olsen, secretario municipal y agente de seguros de Forest Lake. Fue candidato a vicegobernador en 1940.
- Kern Olson, residente de Thief River Falls y presidente de Main Avenue Motors.

#### Resultados
Los resultados fueron los siguientes:
|  | 40.55 % |

|  | 17.67 % |

|  | 13.15 % |

|  | 9.05 % |

|  | 6.34 % |

|  | 5.79 % |

|  | 4.51 % |

|  | 2.95 % |

|  | 100 % |

|  | 100 % |

### Resultado

Resultados elección a vicegobernador por condado:

Rolvaag ganó la elección con el 52,73% de los votos frente al republicano Peterson. Marcando la primera victoria de un candidato del Partido Demócrata de Minnesota a vicegobernador desde William Holcombe en 1857 y la primera victoria de un candidato del Partido Demócrata-Agrario-Laborista de Minesota para vicegobernador de la historia.
|  | 52.41 % |

|  | 47.59 % |

|  | 100 % |

|  | 100 % |